# Санті
Санті — річка у США у штаті Південна Каролайна. Довжина — 230 км після злуки річок Ватірі і Конгарі. Довжина через найдовщу притоку Ватірі і її притоку Катавбу — 708 км. Впадає за 24 км південніше Джорджтауна.
Названа першими поселенцями за народом Санті, що мешкали в середній частині річки. Народ Санті покинув місця річки після поразки у війні Ямасі 1715—1716 років. Тут була колонія Кароліна.

## Каскад ГЕС
За рахунок дериваційної схеми, котра постачає воду із річки живляться ГЕС St. Stephen та ГЕС Jefferies.